# Projet Livre Bleu
Cet article concerne le projet historique. Pour la série télévisée, voir Projet Blue Book (série télévisée).
Le projet Blue Book est une commission mise en place par l'US Air Force, afin d'étudier et d'enquêter sur certains témoignages sur le phénomène ovni. Créée en 1952, la commission resta en activité jusqu'en 1969.

## Historique
Les premières observations d'ovnis qui suivirent la fin de la Seconde Guerre mondiale (notamment la célèbre histoire de Kenneth Arnold) mirent rapidement l'armée américaine en alerte.

Dès 1947, l'US Air Force, pour étudier la réalité ou non de ces phénomènes, lance le projet Sign, rebaptisé projet Grudge en 1949.

En 1951, à la suite d'une importante vague de témoignages d'ovnis, l'armée décide de donner davantage de moyens au projet.
Et, le 12 avril 1952, le « projet Blue Book », est impulsé sous la direction du capitaine Edward J. Ruppelt.
Cette commission comporte une section d'étude, une d'enquête, un agent de liaison avec le Pentagone et des consultants scientifiques civils. À la suite d'une recrudescence des témoignages d'ovnis au cours de l'année 1952, le gouvernement commence à s'intéresser au problème de plus près et décide d'enquêter. En septembre 1953, le capitaine Ruppelt démissionne de son poste. Il publie, dès 1955, The Report on Unidentified Flying Objects, livre relatant les cas les plus significatifs qu'il a pu traiter au sein du projet Blue Book.
Le capitaine Charles Hardin reprend le commandement du projet en mars 1954. Il décide de rendre public le rapport spécial no 14 du projet Blue Book qui conclut à l'inexistence des ovnis, et qui est mis en vente auprès du grand public en octobre 1955.
Le capitaine George T. Gregory est nommé à la tête du projet en avril 1956 ; il est remplacé par le major Robert J. Friend en octobre 1958. En avril 1963, le projet Blue Book passe sous les ordres du major Hector Quintanilla. En mars 1966, plusieurs scientifiques civils du projet (dont J. Allen Hynek) prennent publiquement parti pour la réalité du phénomène ovni (donc contre la position officielle du projet Blue Book), ce qu'ils n'ont jamais réussi à prouver. Ces divergences amènent le gouvernement américain à commanditer, en 1969, un rapport d'experts auprès du docteur Edward Condon, de l'Université du Colorado afin d'établir ou non la réalité du phénomène ovni. Le rapport Condon conclut que les ovnis n'existent pas et que tous les témoignages reposent soit sur une méprise avec des phénomènes naturels, soit sur des hallucinations et que toute recherche scientifique dans ce domaine ne présente aucun intérêt. Le projet Blue Book est donc officiellement dissous en décembre 1969 et cesse toute activité en janvier 1970.

## Champs d'étude et objectifs
Lors de sa création officielle, le 12 avril 1952, l'US Air Force définit très clairement les trois objectifs du projet Blue Book :
- trouver une explication pour l'ensemble des témoignages d'observations d'ovnis ;
- déterminer si les ovnis représentent une menace pour la sécurité des États-Unis ;
- déterminer si les ovnis présentent une technologie avancée que les États-Unis pourraient exploiter.

À cela, vint s'ajouter un rôle de porte-parole gouvernemental sur le phénomène ovni qui, à de nombreuses reprises, obligea le projet Blue Book à délaisser l'objectivité scientifique pour répondre à des considérations plus politiques.

## Statistiques et archives
Le projet Blue Book a étudié 12 618 cas et retenu 3 201 cas pour l'analyse statistique.
Lors de la conférence de presse du 25 octobre 1955 le secrétaire de l'armée de l'air, Donald Quarles, annonce le chiffre de 3 % de cas inexpliqués.

Les archives du projet Blue Book comprennent 8 360 photos, 20 bobines de film (ce qui représente 6h30 de film) et 23 enregistrements audio d'interviews de témoins. Conservées jusqu'en 1974 dans les archives de l'US Air Force, les archives du projet Blue Book, sont stockées depuis 1976 aux archives nationales américaines après la censure de tous les noms de témoins. Elles sont depuis 2007  en accès libre sur le site des archives militaires américaines. L’ufologue John Greenwald Jr a converti ces documents difficiles à consulter en fichiers PDF sur son site The Black Vault.

## Conclusions
Dans son rapport annuel, le major Quintanilla, directeur du projet Blue Book déclare : « 30 seulement de tous les cas soumis à l'Air Force sont inexpliqués et 676 seulement des 11 107 observations signalées depuis 1947 se rangent dans cette catégorie ... Il n'existe aucune preuve que les O.V.N.I. encore "inexpliqués" représentent des créations technologiques ou des principes situés au-delà de notre connaissance scientifique actuelle ». Sur un panel de plus de onze mille affaires, quatre-vingt-quatorze pour cent ont été élucidées et, de l'avis même de ceux qui ont travaillé au projet, rien n'indique que les quelques cas restants soient de nature différente, et que le statut « non-identifié » résulte d'un manque 
d'informations et non d'une catégorie nouvelle.

En décembre 2020 le Congrès américain demande au département américain de la Défense et aux agences de renseignement de soumettre un rapport sur les ovnis.

## Dans la culture
Le projet a été évoqué à plusieurs reprises dans des films et des séries comme X Files, Twin Peaks de David Lynch et Mark Frost en 1991 et 2017, Projet Blue Book (série télévisée) en 2019.